# Partant pour la Syrie
Partant pour la Syrie est un chant français dont la musique est attribuée à Hortense de Beauharnais et les paroles d'Alexandre de Laborde vers 1807. Il fut l'hymne national officieux français joué lors de la plupart des cérémonies officielles sous le Second Empire.

## Contexte
Le chant s'inspire de la campagne d'Égypte du général Bonaparte en 1798. C'est une composition chevaleresque, comparant le général à un chevalier en croisade dans un style typique du Premier Empire. La reine Hortense explique, dans ses mémoires, qu'elle a composé la musique alors qu'elle vivait au château de Malmaison. Le musicologue Arthur Pougin contesta l'attribution à la reine Hortense et attribua la mélodie à Louis Drouet flûtiste et professeur à la Cour de Hollande de 1806 à 1810, mais les recherches récentes montrent que sa théorie fut motivée par son hostilité au Second Empire.
Fort de sa popularité, le chant a été arrangé pour de nombreux instruments par un grand nombre de compositeurs.

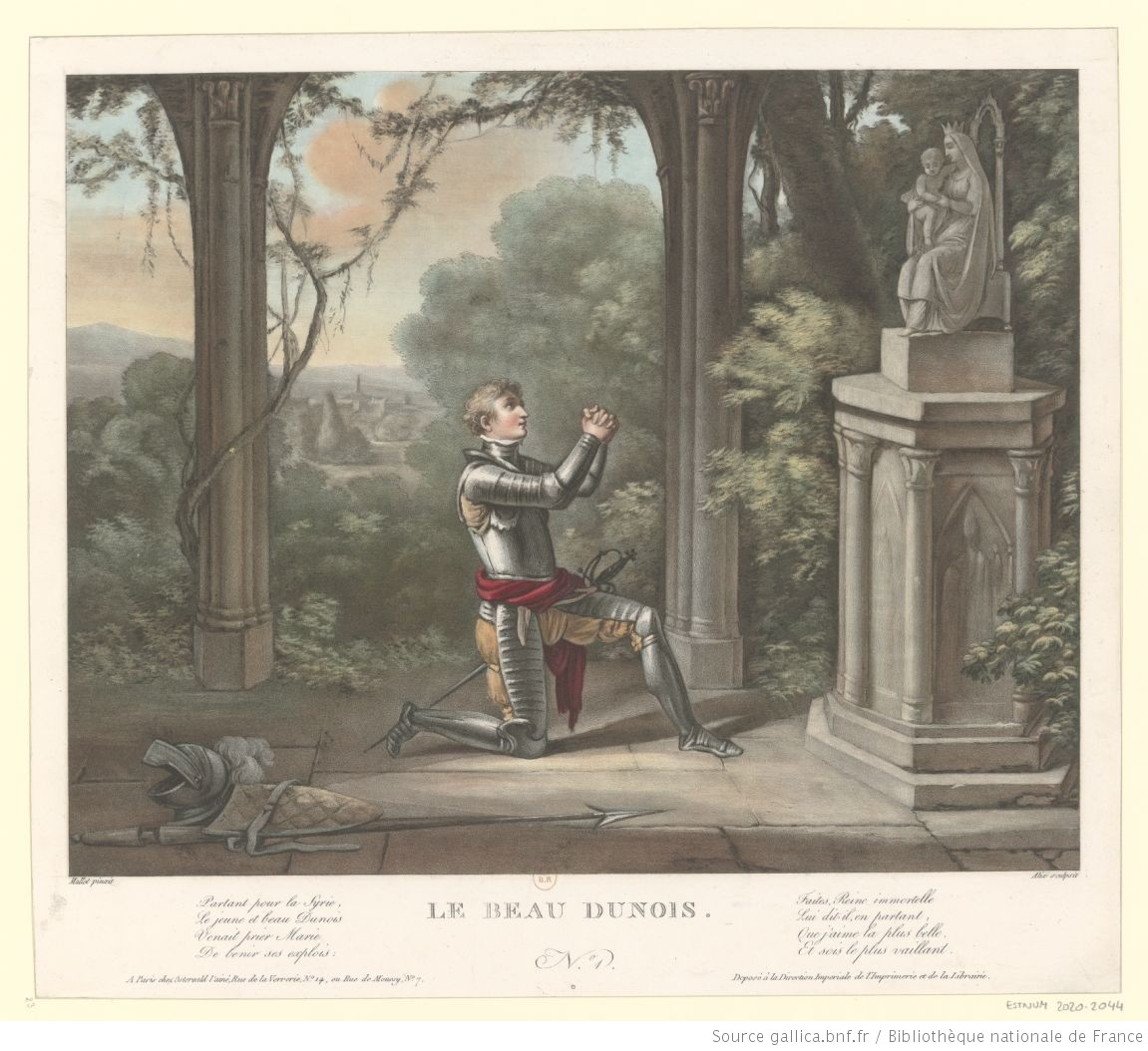
Le Beau Dunois, gravure de Pierre-Michel Alix d'après Jean-Baptiste Mallet.

Le poème de Laborde avait pour titre original Le Beau Dunois et contait l'histoire extraordinaire du croisé Dunois. Celui-ci prie la Vierge Marie avant son départ pour la Syrie de lui donner la possibilité d'aimer la plus belle des femmes et d'être lui-même le plus brave des chevaliers. Ses prières sont exaucées, et à son retour il obtient la main de la belle Isabelle. Les valeurs sont ici celles de l'amour et de l'honneur.

## Popularité
Le chant a été populaire durant tout le Premier Empire, lors de l'exil d'Hortense de Beauharnais et parmi les bonapartistes lors de la Restauration. Durant le Second Empire, Partant pour la Syrie fut l'hymne national non officiel, alors que La Marseillaise était interdite vers la fin de l'Empire. Avec la chute de Napoléon III, la popularité du chant déclina. Il fut joué pour le départ du château Wilhelmshöhe de l'empereur déchu en exil vers l'Angleterre en 1871. Il reste aujourd'hui une composante du répertoire des musiques militaires françaises.
La mélodie est reprise par Camille Saint-Saëns, dans le mouvement Fossiles du Carnaval des Animaux (1886). Il y entremêle plusieurs mélodies très connues devenues des "scies" : J'ai du bon tabac, Au Clair de la lune, Una Voce poco fa, sa propre Danse Macabre, mais aussi l'air napoléonien si diffusé pendant le Second Empire.
Les deux premiers vers sont cités dans Le Père Goriot (1834), roman d'Honoré de Balzac, comme boutade de l'employé au Muséum envers M. Poiret et son soutien de Mlle Michonneau.
Dans le roman Une ville flottante (1871), Jules Verne évoque Partant pour la Syrie comme hymne national français. À la fin d'une soirée il est prévu de jouer le « God Save the Queen ».
« Mais quelques Américains prièrent Paul V..., de leur jouer le chant national de la France. Aussitôt, mon docile compatriote de commencer l'inévitable Partant pour la Syrie. Réclamations énergiques d'un groupe de nordistes qui voulaient entendre La Marseillaise. Et sans se faire prier l'obéissant pianiste avec une condescendance qui dénotait plus de facilité musicale que de conviction politique attaqua vigoureusement le chant de Rouget de Lisle. »

## Texte

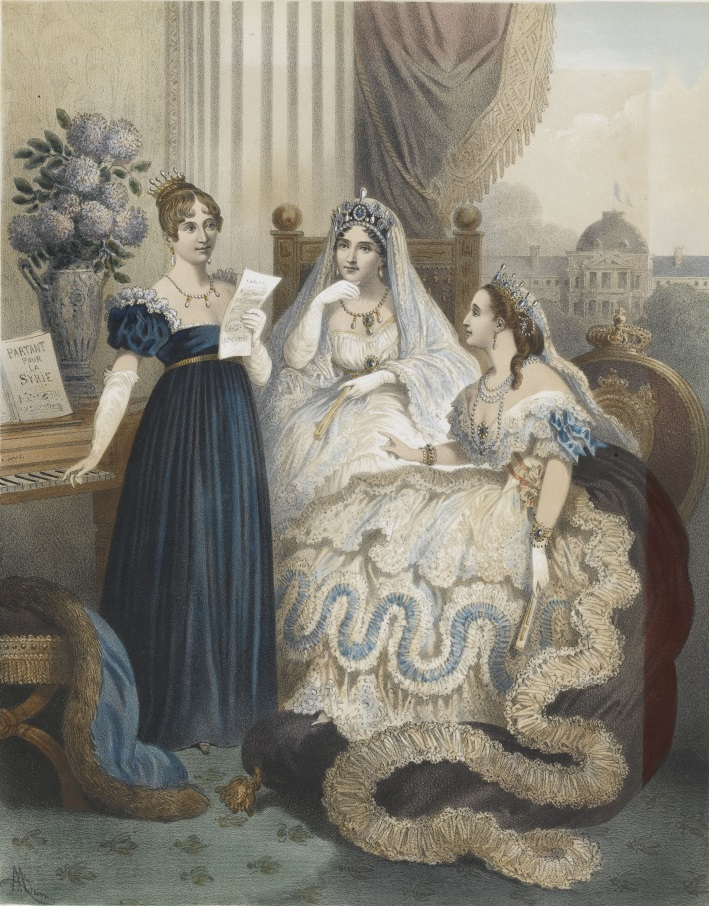
Hortense de Beauharnais chantant Partant pour la Syrie devant les impératrices Joséphine et Eugénie (scène fictive).

Partant pour la Syrie,
Le jeune et beau Dubois,
Allait prier Marie
De bénir ses exploits :
Faites, Reine immortelle,
Lui dit-il en partant,
Que j'aime la plus belle
Et sois le plus vaillant.
Il trace sur la pierre
Le serment de l'honneur,
Et va suivre à la guerre
Le Comte son seigneur ;
Au noble vœu fidèle,
Il dit en combattant :
Amour à la plus belle,
Honneur au plus vaillant.
On lui doit la Victoire.
Vraiment, dit le seigneur ;
Puisque tu fais ma gloire
Je ferai ton bonheur.
De ma fille Isabelle,
Sois l'Epoux à l'instant,
Car elle est la plus belle,
Et toi le plus vaillant.
À l'Autel de Marie,
Ils contractent tous deux
Cette union Chérie
Qui seule rend heureux.
Chacun dans la chapelle
Disait en les voyant :
Amour à la plus belle,
Honneur au plus vaillant.